# 小川邦雄
小川 邦雄（おがわ くにお、1943年10月25日 - ）は、日本のジャーナリスト。元TBS監査役。埼玉県出身。東京大学文学部卒業。

## 経歴
1967年にTBSに入社し、報道局に配属。TBSラジオの取材記者として最前列で取材したのち、報道局社会部に異動。警視庁担当記者として、陸上自衛隊市ヶ谷駐屯地で発生した三島事件では警視庁記者クラブからいち早く現場に駆け付け、取材に立ち合った。
事件記者を経て、報道局外信部に異動。バンコク特派員として、アジア各国の取材やレポートを経て、日本に帰国。1982年10月からは『JNN報道特集』のキャスター（2代目メイン格以外）に就任、担当期間中に『JNNニュースデスク'88→'89』のメインキャスターに就任。週6日勤務になるが、『JNNニュースデスク'89』が番組終了に伴い、『JNN報道特集』のみの担当になるが、1994年10月30日付を以てキャスターを退任した。
1997年にペルー大使公邸人質事件の報道を担当。その後は報道局ニュースセンター長、報道局外信部外信担当部長を経て、TBS監査役を歴任した。

## 出演番組
| 期間       | 期間      | 番組名                    | 役職             |
| ---------- | --------- | ------------------------- | ---------------- |
| 1982年10月 | 1994年9月 | JNN報道特集               | キャスター       |
| 1988年10月 | 1989年9月 | JNNニュースデスク'88・'89 | メインキャスター |

## 出演映画
- 三島由紀夫vs東大全共闘〜50年目の真実〜（2020年、豊島圭介監督）

## TBSでの同期
- 石森勝之
- 米沢光規
- 河野通太郎
- 青木靖雄
- 小口勝彦
- 久米宏
- 林美雄（故人）
- 宮内鎮雄（故人）
- 若林貴世志（故人）